# Synagoge (Adelsheim)

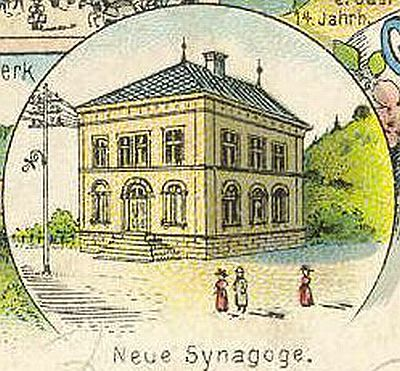
Ausschnitt einer Ansichtskarte mit der Synagoge in Adelsheim, 1897

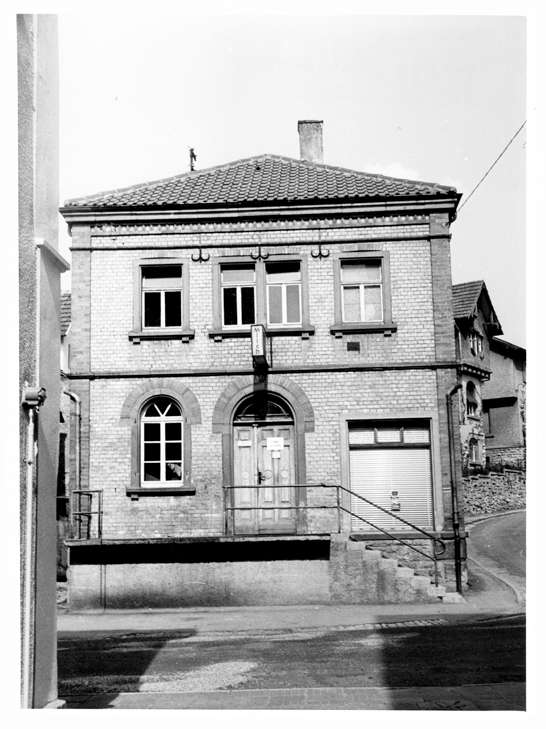
Foto aus dem Jahr 1962 beim Landesarchiv Baden-Württemberg

Die Synagoge in Adelsheim, einer Stadt im Neckar-Odenwald-Kreis im Norden Baden-Württembergs, wurde 1889/90 errichtet. Die Synagoge befand sich in der Tanzbergstraße/Ecke Untere Austraße 1.

## Geschichte
Die Jüdische Gemeinde Adelsheim besaß zuvor ein Synagogengebäude in der Turmgasse, das zu klein geworden war. Sowohl in der alten als auch in der neuen Synagoge war eine Mikwe (rituelles Bad) eingerichtet. 
Bei den Novemberpogromen am 10. November 1938 wurde die Inneneinrichtung der Synagoge vollständig zerstört und die Torarollen wurden öffentlich verbrannt. 
Das Synagogengebäude ging 1939 in den Besitz der Stadt Adelsheim über. Ab 1947 befand sich der Jugendclub Adelsheim in dem Gebäude. Seit den 1950er Jahren befand sich hier die Milchsammelstelle und ein Lager der landwirtschaftlichen Genossenschaft. Im Sommer 1977 wurde das Gebäude abgebrochen. Eine Gedenktafel wurde 2005 am Standort angebracht.